# Marloes Oldenburg
Marloes Oldenburg, född den 9 mars 1988, är en nederländsk roddare.

## Karriär
Vid olympiska sommarspelen 2024 i Paris ingick Marloes Oldenburg i det nederländska lag som tog guld i fyra utan styrman.